# Sagenhaft (Fernsehsendung)
Sagenhaft ist eine Sendereihe mit Reisedokumentationen, die seit 2013 vom MDR ausgestrahlt wird. Moderator der Sendungen ist Axel Bulthaupt.

## Inhalt
Axel Bulthaupt begibt sich zumeist in Regionen des Sendegebiets des MDR, in andere Gegenden der ostdeutschen Bundesländer oder ins Ausland. Er stellt Besonderheiten der Natur und der Historie vor. Insbesondere wird aber auf neuere Entwicklungen in der Region eingegangen, die trotz ihres geringen Alters das Prädikat „Sagenhaft“ verdienen. Er kommt regelmäßig mit Leuten ins Gespräch, die ihm über unbekannte Aspekte ihrer Heimat oder Erfolge in ihrem mitunter ausgefallenen Beruf berichten. 

## Sendezeit
Die Sendungen haben jeweils eine Länge von 90 Minuten und erscheinen in unregelmäßigen Abständen. 2013 gab es zwei Erstausstrahlungen, 2014 und 2015 je sechs, 2016 elf, 2017 vier, 2018 sieben sowie 2019 und 2020 je sechs. Die Erstausstrahlung erfolgt jeweils am Sonntag- oder Feiertagabend um 20:15 Uhr im MDR. Wiederholungen laufen im MDR und im RBB. Die meisten Sagenhaft-Filme sind auf DVD erhältlich.

## Sendungen
1. Der Thüringer Wald
2. Der Harz
3. Krakau (Moderation Kim Fisher)
4. Das Erzgebirge
5. Die Oberlausitz
6. Rügen (Moderation Wolfgang Lippert)
7. Das Unstrut-Land
8. Die Altmark
9. Das Havelland
10. Thüringens Mitte
11. Das Mecklenburger Seenland
12. Von der Elbe an die Adria: Eine sagenhafte Reise mit der Tante JU (ohne Moderator)
13. Das Vogtland
14. Die Sächsisch-Böhmische Schweiz
15. Das alte Anhalt
16. Das Sächsische Burgenland
17. Das Eichsfeld
18. Schönes Mitteldeutschland
19. Das Oderhaff
20. Der Spreewald und die Niederlausitz
21. Das Bördeland
22. Das Sächsische Elbland
23. Das Weihnachtsland
24. Dresden
25. Südtirol
26. Die Wachau
27. Die Uckermark
28. Die Mecklenburgische Ostseeküste
29. Rund um den Wörthersee
30. Schlesien
31. Sagenhafte Weihnachtszeit
32. Rund um den Gardasee
33. Die Rhön
34. Das Mitteldeutsche Seenland
35. Die Deutsche Alleenstraße – Von Rügen bis Bad Düben
36. Vorpommerns Küste
37. Mitteldeutsche Paradiese
38. Das Salzburger Land
39. Der Bodensee
40. Sommer im Erzgebirge
41. Hiddensee
42. Ostpreußen
43. Advent im Weihnachtsland
44. Die Hohe Tatra
45. An der Saale hellem Strande: Ein Kulturhaus erzählt
46. Südlich des Rennsteigs
47. Rund um den Brocken
48. Der Schwarzwald
49. Die Mosel
50. Musikalische Geschichten aus dem Weihnachtsland
51. Das Allgäu
52. Das Berchtesgadener Land
53. An der Saale hellem Strande
54. Das Lausitzer Seenland
55. Ostfriesland
56. Istrien
57. Der Bayerische und der Böhmerwald
58. Tirol
59. Oberfranken
60. Die schönsten Seen im Osten
61. Der Fläming
62. Die Gipfel des Ostens
63. Die Flüsse des Ostens
64. Die Pfalz
65. Schweriner Land
66. Sommer an der Ostsee
67. Die Eifel
68. Zwischen Zugspitze und Chiemsee
69. Der Teutoburger Wald
70. Kärnten
71. Die Berge der Oberlausitz
72. Mittelelbe
73. Unterfranken
74. Die Toskana
75. Die heilenden Quellen im Osten
76. Leipzig